# Rindera ferganica
Rindera ferganica är en strävbladig växtart som beskrevs av Mikhail Grigoríevič Popov. Rindera ferganica ingår i släktet Rindera och familjen strävbladiga växter. Inga underarter finns listade i Catalogue of Life.